# كوكي (ملحنة)
كوكي (باليابانية: Kōki,؛ بالكانا: こうき) هي عارضة وملحنة يابانية، ولدت في 5 فبراير 2003 في طوكيو في اليابان.